# Harbäck
Harbäck är en liten by i Utomälven, Hedesunda socken i Gävle kommun. Byn är granne med ödebyn Harmyra. Byarna kan ha haft 10 års skattefrihet, eftersom de blev skattehemman år 1683. Harbäcks bonde tillträdde nämligen 1673 enligt Hedesunda släktbok.